# Tukutuku (Kunstwerk)

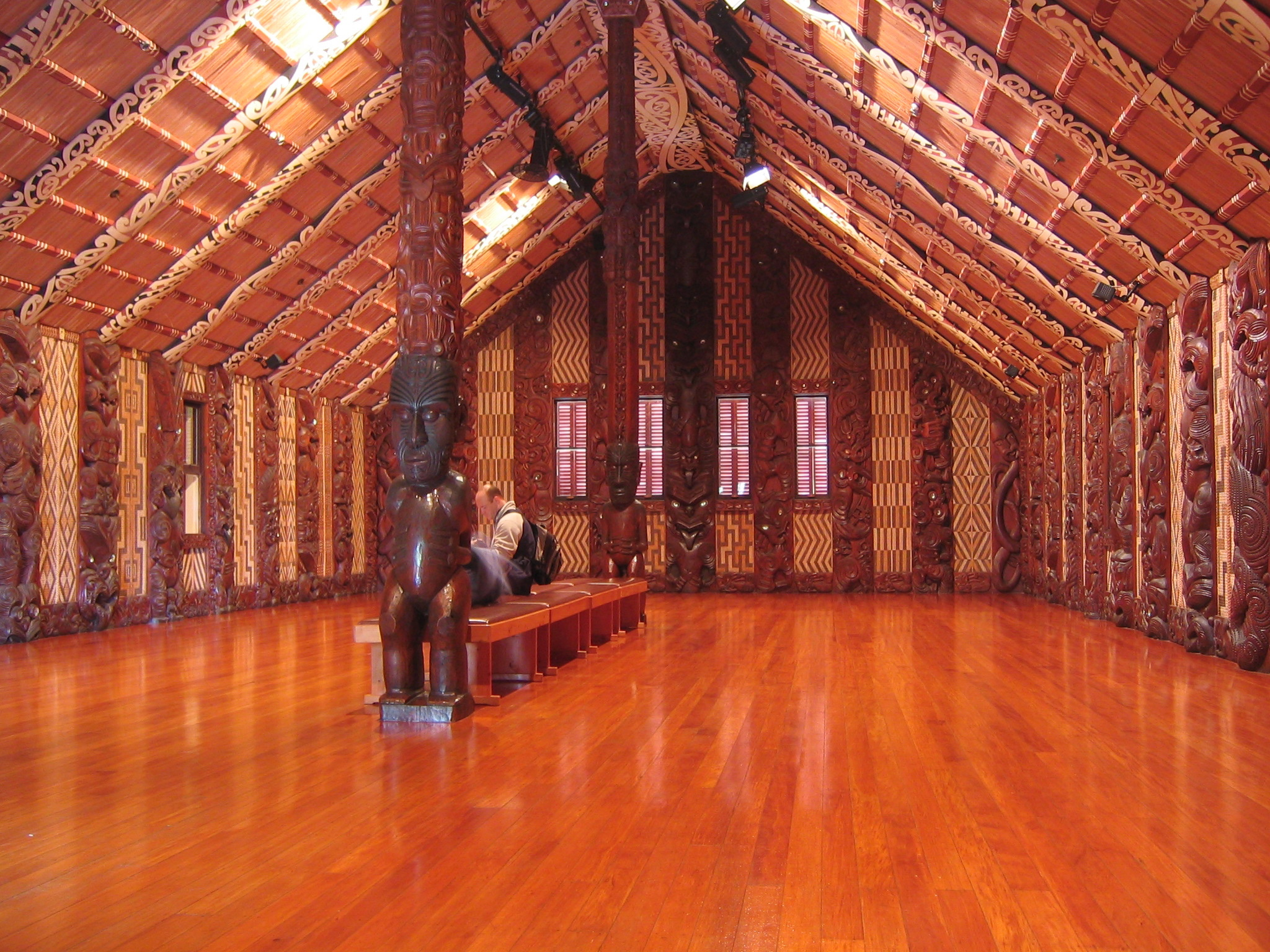
Wharenui (Versammlungshaus) in Waitangi

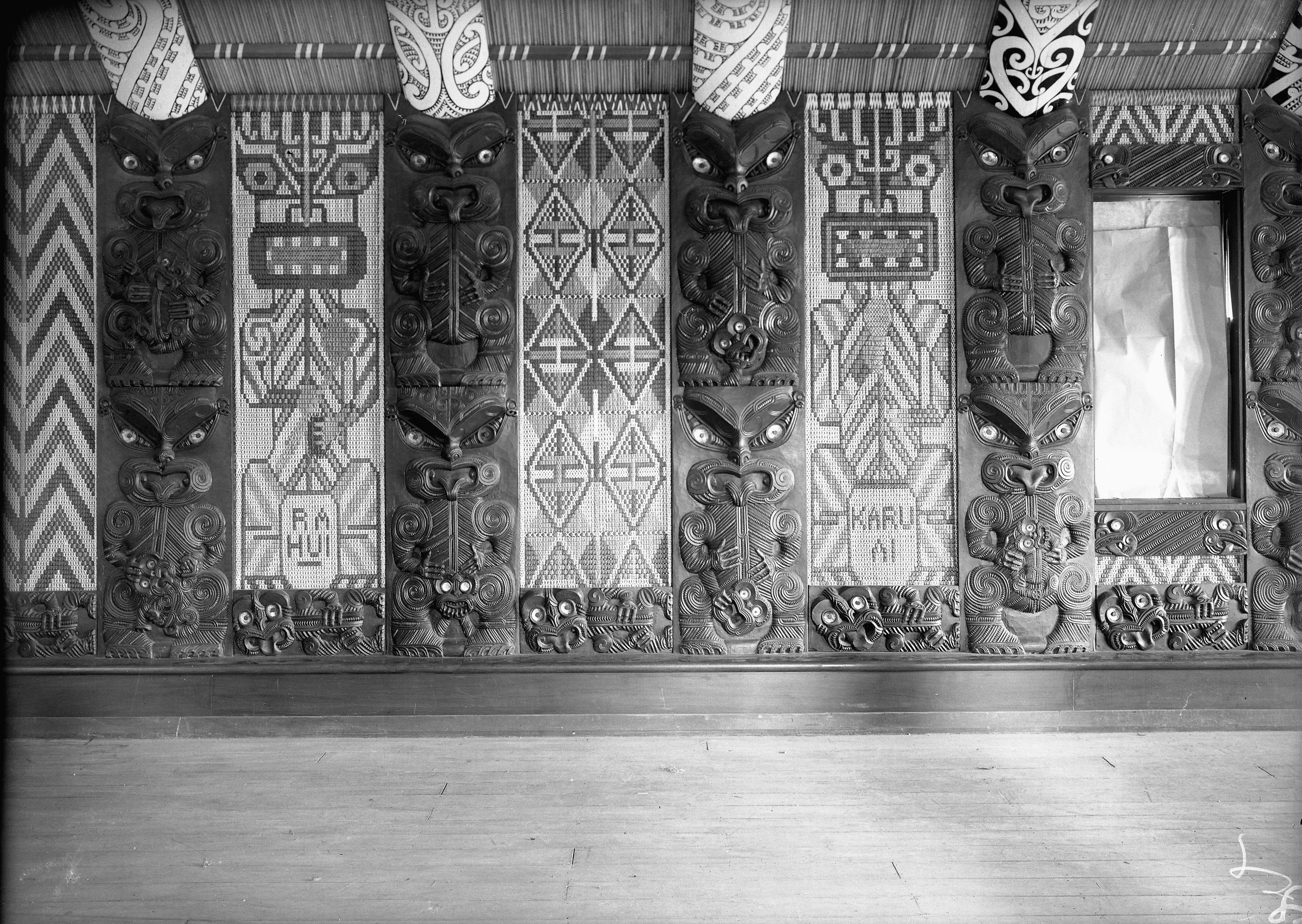
Tukutuku und durch Schnitzerei verzierte Wandelemente, im Porourangi-Versammlungshaus in Waiomatatini

Tukutuku ist ein dekoratives, aus verschiedenen Materialien hergestelltes Flechtwerk, das als Wandvertäfelung in den Wharenui (Versammlungshäuser) der Māori in Neuseeland verwendet wird.

## Geschichte
Über die Ursprünge, Herstellung und Verwendung des Tukutuku in voreuropäischer Zeit ist kaum etwas bekannt. Die bekannten Zeugnisse stammen allesamt aus der Zeit, nachdem die Europäer nach Neuseeland kamen und die Kultur der Māori beeinflussten. Dass die Tukutuku-Kunst von polynesischen Ahnen stammt, ist spekulativ und kann nicht belegt werden.
Erste Hinweise auf das Kunsthandwerk kamen von dem französischen Seefahrer und Leutnant der Le Mascarin, Saint Jean Roux, der 1772 bei dem Besuch Neuseelands Beschreibungen eines Hauses verfasste, in dem die Tukutuku-Elemente des Hauses Erwähnung fanden. Erste Aufzeichnungen und Darstellungen wurden von dem Missionar Richard Taylor 1839 und dem englischen Zeichner George French Angas 1844 vorgenommen. Peter Henry Buck versuchte 1921 einige voreuropäische Designs zu beschreiben, konnte sie aber nicht zeitlich einordnen. So bleiben im Wesentlichen nur die Kunstwerke, die in der Zeit nach der europäischen Besiedlung Neuseelands entstanden sind, zu betrachten. Dass die Europäer die Kunst der Māori beeinflusst haben, steht außer Zweifel. So gab es zum Beispiel zwischen den Jahren 1910 und 1930 die Veränderung, die Muster der Tukutuku-Vertäfelung zu malen, was sich aber nicht durchsetzte. Ab ca. 1880 für zwei Dekaden wurden die Vertäfelungen auch an die Rückwand der Veranda auf der Eingangsseite angebracht, was auch keinen weiteren Zuspruch fand. Ab 1900 fanden dann teilweise Motive Einzug, die keinen Māori-Ursprung hatten. Seit ein paar Jahrzehnten ist man wieder bemüht, sich auf die Tradition und die Ursprünge zu besinnen, die zum Teil aber wieder unterschiedlich interpretiert werden.

## Herstellung
Grundlage eines jeden Tukutuku-Elementes der Wandverkleidung ist ein aus Längs- und Querstäben erzeugtes Gitterwerk. Die vertikalen Stäbe, die zuhinterst liegen, bestehen aus Toetoe-Kākaho (Cortaderia toetoe), den Stängeln eines neuseeländischen Pampasgrases, wogegen die dünnen Querlatten aus Holz bestehen. Das nun zugrunde liegende Gitterwerk wird mit gebleichten Kiekie-Streifen (Freycinetia banksii) für die Farbe Weiß und Pīngao (Ficinia spiralis), einer endemischen strandhaferähnlichen Pflanze, für die Farbe Gold/Orange, im Kreuzstich miteinander verbunden. Andere Farbgebungen sind möglich. Die Kreuzstichverbindungen, über die die vertikalen Stäbe mit den Querlatten verbunden werden, erzeugen eine quadratische Grundform. Je nach Verwendung der unterschiedlich gefärbten Pflanzenstreifen können so auf Basis der quadratischen Grundform unterschiedliche geometrische Muster erzeugt werden.
Während die Holzschnitzereien ausschließlich von Männern getätigt wurden, war das Flechten der TukuTuku-Elemente ähnlich der Weberei Aufgabe der Frauen. Doch auch Männer konnten Experten dieser Kunst werden.

## Verwendung
Die Tukutuku-Elemente werden an den Innenwänden der Versammlungshäuser (Wharenui) zwischen den geschnitzten Holzvertäfelungen platziert. Die unterschiedlich verwendeten Muster, die von Iwi (Stamm) zu Iwi recht unterschiedlich ausfallen, haben alle ihre speziellen symbolischen Bedeutungen, die teilweise mythologischen Ursprungs sind und teilweise mit ihren Vorfahren zu tun haben.